# Maximilian Hofmann (Fußballspieler)
Maximilian Hofmann (* 7. August 1993 in Wien) ist ein österreichischer Fußballspieler. Er spielt auf der Position des Innenverteidigers beim Debreceni Vasutas SC.

## Karriere

### Verein
Maximilian Hofmann begann in seiner Jugendzeit beim SV Wienerberg, ehe er 2003 zum SK Rapid Wien wechselte. Dort durchlief er einige Jugendmannschaften, bis er 2011 in die zweite Mannschaft geholt wurde.
Sein Debüt für die zweite Mannschaft in der Regionalliga Ost, der dritthöchsten österreichischen Spielklasse, gab der Innenverteidiger am 7. Oktober 2011 gegen den SC Ritzing, als er durchspielte und wegen eines Fouls die Gelbe Karte sah. Das Spiel wurde 5:0 gewonnen. Nach einer weiteren guten Saison bei den Amateuren wurde Hofmann 2013 in den Kader der Bundesligamannschaft berufen.
Unter Trainer Zoran Barišić kam er am 26. Mai 2013 zu seinem Debüt in der höchsten österreichischen Spielklasse, als er in der Nachspielzeit für Stefan Kulovits eingewechselt wurde. Dieses letzte Meisterschaftsspiel konnten die Grün-Weißen 3:0 für sich entscheiden. Insgesamt sollte er für Rapid 273 Pflichtspiele absolvieren, davon 191 in der Bundesliga.
Nach 22 Jahren beim Verein wechselte Hofmann im Jänner 2025 nach Ungarn zum Debreceni Vasutas SC.

### Nationalmannschaft
Hofmann spielte im Jahr 2014 in zwei Spielen für die österreichische U-21-Auswahl, in denen er beide Male über die volle Distanz eingesetzt wurde.